# MoOPH
MoOPH (oder Oxodiperoxymolybdän-pyridin-hexamethylphosphorsäuretriamid) ist ein Molybdänkomplex der von Edwin Vedejs als Reagenz für die Organische Synthese vorgestellt wurde. Der Komplex dient zur Oxidation von Carbanionen.

## Anwendung
MoOPH ist ein Oxidationsmittel für Carbanionen wie z. B. Enolationen. Im gezeigten Beispiel wird mit Hilfe von Lithiumdiisopropylamid (LDA) ein Enolation erzeugt und durch Umsetzung mit MoOPH zum α-Hydroxyketon (Acyloin) hydroxyliert:
Da das als Ligand verwendete Hexamethylphosphorsäuretriamid (HMPT) als carcinogen eingestuft ist, wurde ein gesundheitlich unbedenklicheres Analogon mit dem Liganden Dimethylpropylenharnstoff (DMPU) eingeführt, das sogenannte MoOPD (Oxodiperoxymolybdän-pyridin-dimethylpropylenharnstoff).

## Darstellung
MoOPH wird in einer drei Synthesestufen umfassenden Reaktionsfolge hergestellt. Zunächst wird das Molybdän(VI)-oxid zum Diperoxid oxidiert und mit Hexamethylphosphorsäuretriamid (HMPT) zum Hydrato-Komplex umgesetzt. Ein Trocknungsschritt entfernt das Wasser als Liganden. Der so erhaltene Komplex wird mit Pyridin zum MoOPH umgesetzt, welches als gelbes Pulver erhalten wird.
{\displaystyle \mathrm {MoO_{3}{\xrightarrow[{2.HMPT}]{1.H_{2}O_{2}}}MoO_{5}(H_{2}O)[(Me_{2}N)_{3}PO]} }{\displaystyle \mathrm {{\xrightarrow {0.2Torr}}MoO_{5}[(Me_{2}N)_{3}PO]} }{\displaystyle \mathrm {{\xrightarrow {Pyridin}}MoO_{5}[(Me_{2}N)_{3}PO](Pyridin)} }